# Construcciones e Infraestructuras de la Generalitat S.A.
Construcciones e Infraestructuras de la Generalitat S.A (abreviado CIEGSA) es una Sociedad Anónima española de capital cien por cien público perteneciente a la Consejería de Educación de la Generalidad Valenciana. Su misión es la de construir los nuevos centros educativos públicos en el territorio de la Comunidad Valenciana así como mejorar y reformar los ya existentes. Fue creada por el decreto 122/2000 en el año 2000 por el gobierno de esta comunidad.
La sociedad mercantil cerró, según las Cuentas Generales de la Generalidad referentes al ejercicio de 2007, el año fiscal con 51,6 millones de euros de pérdidas.